# 物納
物納（ぶつのう）とは、租税を貨幣などの金銭ではなく、穀物や布などをもって納入する方法。
貨幣経済発達以前の社会では、貨幣の代替品となる品物や宮廷及び政務において実際に消費される物資を調達するという観点から物納による納税が行われていた。
金銭と物納以外には労働に従事する納入があり、兵役などが該当する。

## 相続税における物納
相続税法（昭和25年3月31日法律第73号）41条において、例外的に認められている国税の納税方法の一つ。
相続税の納付は金銭の一括納付が原則だが、これを一括で支払うことが困難な場合には、延納すなわち相続税の分割払いが認められる。そして延納によっても納付が困難なときは、金銭納付を困難とする金額を限度として、一定の相続財産による物納が認められている。
不動産、船舶、国債、地方債、上場株式、非上場株式や動産（先の財産が優先される）をもって物納に充てることができる。物納財産の収納価額は、市場の時価ではなく、実際の相続税の申告で使用した評価額となる。
相続税の納期限までに申請書を提出しなくてはならないが、一旦延納の許可を受けた後に支払いが困難になった場合でも、申告期限から10年以内に限り物納への変更が認められる「特定物納制度」がある。同じ相続税法であっても、贈与税には物納は認められていない。
近代における税金は金銭納付が大原則であるが、日本の税法上は相続税のみ例外的に物納を認めている。なお、国税徴収法の規定による財産の差押及び換価の手続きとは一線を画すべきものである。
株式が物納された場合、株主の名義は財務大臣となる。実際に、2007年には関門海（玄品ふぐ）の創業者遺族が株式の物納により相続税を納めたため、同社の主要株主として「財務大臣」が有価証券報告書等に現れたことがある。